# Assender-Gletscher
Der Assender-Gletscher ist ein Gletscher im ostantarktischen Enderbyland. Er fließt in westlicher Richtung zur Spooner Bay.
Kartografisch erfasst wurde er anhand von Luftaufnahmen, die 1956 im Rahmen der Australian National Antarctic Research Expeditions entstanden. Das Antarctic Names Committee of Australia (ANCA) benannte ihn nach dem Flugoffizier Kenneth J. Assender von der Royal Australian Air Force, der 1959 als Pilot auf der Mawson-Station tätig war.